# 罗密·施奈德
罗密·施奈德（德語：Romy Schneider，1938年9月23日—1982年5月29日）是一位奥地利的演员，15岁时即开始演艺生涯。1955年至1957年，因出演《茜茜公主》三部曲女主角茜茜公主而出名。

## 生平
罗密·施奈德是奥、德演员夫妇玛格达·施奈德和沃尔夫·阿尔巴赫-雷蒂的女儿，出生在维也纳。因当时奥地利是德意志第三帝国|德國的一部分，所以她获得的是德国国籍。罗密·施奈德出生后三周，在1938年10月全家从维也纳搬到了国王湖畔舍瑙（Schönau am Königssee），罗密·施奈德在祖父母的乡间别墅长大。1949年9月她的父母离婚7年后，罗密·施奈德转学到萨尔茨堡的戈尔登施泰因寄宿制学校，1953年中学毕业，她在自己的日记写道：“我无论如何要当演员。一定！！！”
罗密·施奈德的母亲在与第二任丈夫汉斯·赫贝特·布拉茨海姆（Hans Herbert Blatzheim）婚后共生育有3个孩子。罗密·施奈德与继父沟通得并不好，起初还称呼他为“Daddy”，不久便改称他为“我母亲的第二任丈夫”。
1953年罗密·施奈德首次出演德国电影《白丁香重开时》（德语：Wenn der weiße Flieder wieder blüht），其后在1955年通过电影《茜茜公主》三部曲中的第一部开始在国际舞台上崭露头角，她在影片中扮演茜茜公主，并因此获得斑比奖。罗密·施奈德的母亲玛格达·施奈德与她一同出演了《茜茜公主》三部曲，她在剧中扮演茜茜公主的母亲、巴伐利亚公爵夫人卢多维卡。
1958年罗密·施奈德结识了著名的法国演员阿兰·德龙，不久便因此移居至巴黎，与他一同成功演出了多部戏剧如：Luchino Visconti编剧的《可惜她是妓女》。1962年在巴黎Théâtre Moderne剧院，由Sacha Pitoëff执导的安东·契诃夫作品《海鸥》（俄语：Чайка）中，罗密·雪妮黛出演Nina的角色。她曾拒绝了好莱坞提供的角色，继续出演Visconti和Orson Welles的欧洲电影。
1964年罗密·施奈德与阿兰·德龙分手，曾要为此自杀。1966年她与德国演员、戏剧导演哈里·迈恩（Harry Meyen）结婚，同年12月，儿子达维德·克里斯托弗降生。
1968年罗密·施奈德转而又与阿兰·德龙合作了在商业方面获得成功的法国影片《游泳池》（法語：La Piscine，1969年）。60年代末，雪妮黛几乎全身投入到法国电影旗下，到70年代已是法国银幕中最成功的女演员，经常与Michel Piccoli和Yves Montand合作演出。她凭借电影《爱是最重要的事》（法語：L'important c'est d'aimer）和《一个简单的故事》（法語：Une histoire simple）分别于1975和1978年两次荣获凯撒电影奖最佳女主角，1977年又因出演影片《与贵妇合影》而被授予德国电影奖金胶片奖（Filmband in Gold）的最佳女主角。
在1971年6月6日出版的《明星》（Stern）杂志中，披露了曾经堕胎的371位女性，罗密·雪妮黛是其中之一。
1975年罗密·雪妮黛与哈里·迈恩分手，在离婚后的第二天便和比自己小11岁的秘书丹尼尔·比亚西尼结婚。1977年7月21日他们的女儿莎拉·比亚西尼降生到了这个世界。1979年4月14日雪妮黛的前夫哈里·迈恩在家中上吊自杀身亡。
1981年对罗密·雪妮黛来说是命运波折、人生坎坷的一年：首先与丈夫丹尼尔分手，之后5月她还要面对严重的肾脏手术。7月5日她唯一的儿子、14岁的达维德·克里斯托弗在攀爬一个尖篱笆时跌落身亡。
在她最后一部电影《无忧的过客》（法语：La passante du Sans-Souci）刚公演不久，1982年5月，罗密·雪妮黛的新男友劳伦特·佩廷（Laurent Petin）发现她死于巴黎的公寓中。罗密·施奈德的去世引起了公众的巨大震动，很大一部分媒体认为她是自杀身亡，而死亡证明上的死因是心力衰竭。
罗密·雪妮黛被安葬在靠近巴黎伊夫林省内的一个小村Boissy-sans-Avoir。阿兰·德龙也出席并一同组织了罗密·施奈德的丧礼，不久还将她的独生子达维德与她合葬在一起。1984年为纪念她生前的成就，法国创设了罗密·施奈德奖。1990年在维也纳也创设了奥地利电视界奖项罗密奖，金色奖杯是源自罗密·施奈德电影《游泳池》中的一个片段。

## 出演影片

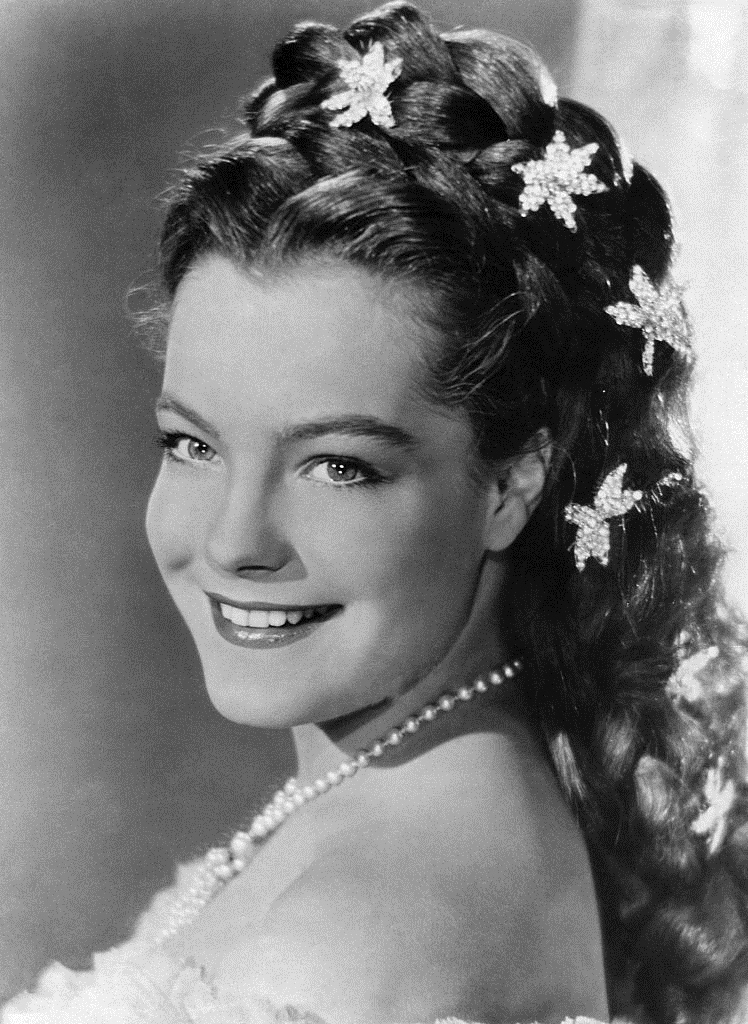
罗密·施奈德在电影《茜茜公主》（1955年）中扮演奥地利的伊丽莎白。

| - 1953年《白丁香重开时》，又译《白丁香再度盛开》（Wenn der weiße Flieder wieder blüht） - 1954年《烟花》（Feuerwerk） - 1954年《一个皇后的幼年时期》（Mädchenjahre einer Königin） - 1955年《德国师傅》（Die Deutschmeister） - 1955年《微不足道的人》（Der letzte Mann） - 1955年《茜茜公主》（） - 1956年《茜茜公主2：年轻的皇后》（Sissi – Die junge Kaiserin） - 1956年《基蒂和伟大的世界》（Kitty und die große Welt） - 1956年《鲁滨逊不能死》（Robinson soll nicht sterben） - 1957年《蒙普迪》（Monpti） - 1957年《斯康波罗》，又译《零屑》（Scampolo） - 1957年《茜茜公主3：皇后的命运》（Sissi - Schicksalsjahre einer Kaiserin） - 1958年《穿制服的姑娘》（Mädchen in Uniform） - 1958年《克丽斯蒂娜》（Christine） - 1958年《半温柔的女人》（Die Halbzarte） - 1959年《天使小姐》（Ein Engel auf Erden） - 1959年《漂亮的说谎者》（Die schöne Lügnerin） - 1959年《卡贾》（Katja - die ungekrönte Kaiserin） - 1961年《利西斯特拉塔》（电视剧，Die Sendung der Lysistrata） - 1961年《1970年的薄伽丘》（Boccaccio 70） - 1961年《岛上纷争》（Le combat dans l'île） - 1962年《诉讼案》（Der Prozess） - 1962年《胜利者》（The Victors） - 1963年《红衣主教》（The Cardinal） - 1963年《借夫记》（Good Neighbour Sam） - 1964年《地狱》（L'Enfer） - 1964年《什么事，猫咪？》（What's New, Pussycat?） - 1965年《夏夜10点半》（10:30 P.M. Summer） - 1966年《女贼》（Schornstein Nr. 4） | - 1967年《两条战线之间的间谍》（Spion zwischen zwei Fronten） - 1968年《奥特雷》（Otley） - 1969年《游泳池》（Der Swimmingpool） - 1969年《乱伦》（My Lover, My Son） - 1970年《日常生活》（Les choses de la vie） - 1970年《别人的情妇》（Qui） - 1970年《布龙菲尔德》（Bloomfield） - 1970年《哈里发》（La Califfa） - 1971年《马克斯与决斗者》（Max et les ferrailleurs） - 1971年《托洛茨基谋杀案》（L'Assassinat de Trotzki） - 1972年《諸神的黃昏》（Ludwig） - 1972年《塞扎尔与罗萨丽》（César und Rosalie） - 1973年《火车》（Le Train） - 1973年《雨中之爱》（Un amour de pluie） - 1973年《突然发脾气的老好人》（Le mouton enragé） - 1973年《凶恶的三人帮》（Le Trio infernal） - 1974年《夜盲病人》，又译《重要的是爱》（Nachtblende） - 1974年《脏手无辜者》（Die Unschuldigen mit den schmutzigen Händen） - 1975年《老枪》（Das alte Gewehr） - 1976年《窗边一妇人》（Die Frau am Fenster） - 1976年《玛多》（Mado） - 1977年《与贵妇合影》（Gruppenbild mit Dame） - 1977年《一个简单的故事》，又译《普通的故事》（Eine einfache Geschichte） - 1979年《血亲》（Bloodline） - 1979年《女性之光》（Die Liebe einer Frau） - 1979年《直观下的死亡》（La mort en direct） - 1980年《女银行家》（La banquière） - 1981年《审判》（Garde à vue） - 1981年《一个女人两张脸》（Fantasma d'amore） - 1981年《无忧的过客》（La passante du Sans-Souci） |

## 獎項與提名
德國斑比獎
- 1957年 提名-作品：《茜茜公主》

德國電影金像獎
- 1977年 獲獎-最佳女主角：《淑女本色》

美國電影電視金球獎
- 1963年 提名- 劇情類最佳女主角：《紅衣主教》

法國電影凱撒獎
- 1975年 獲獎-最佳女主角：《爱是最重要的事》
- 1976年 提名-最佳女主角：《窗边一妇人》
- 1978年 獲獎-最佳女主角：《普通的故事》
- 1979年 提名-最佳女主角：《女人韵事》
- 1982年 提名-最佳女主角：《无忧的过客》

意大利電影金像獎
- 1979年 終身成就獎